# Parc Nacional Ceahlău
El Parc Nacional de Ceahlău és una zona protegida d'interès nacional que correspon a la UICN (parc nacional) de segona categoria, situada al nord-est de Romania, al territori occidental del comtat de Neamț.

## Ubicació
L'espai natural s'estén a l'extrem centre-occidental del comtat de Neamț (a prop de la frontera amb el comtat de Harghita), als territoris administratius dels municipis Bicazu Ardelean, Ceahlău i Tașca i de la ciutat de Bicaz, a prop de la carretera nacional DN12C que connecta amb el municipi Piatra Neamț de Gheorgheni.

## Descripció
El Parc Nacional de Ceahlau va ser declarat àrea protegida per la Llei núm. 5 del 5 de març del 2000 (d'aprovació del pla nacional d'ús del sòl - Secció III - àrees protegides) i és una zona muntanyenca amb una gran diversitat de relleu (torres, agulles, carenes calcàries, relleu càrstic amb cims afilats, coves, gorges, valls) amb boscos i prats.
Situat a la zona dels Carpats Orientals i situat a la zona central, ocupa una superfície de 8.396 hectàrees (format per conglomerats durs del massís de Ceahlau) i inclou àrees protegides Polița cu Crini (reserva natural científica i botànica) i Cascada Duruitoarea (monument de la natura).
L'espai natural té diversos tipus d'hàbitats (boscos al·luvials amb Alnus glutinosa i Fraxinus excelsior (Alno-Padion, Alnion incanae, Salicion albae), fagedes dacies (Symphyto-Fagion), boscos acidòfils de Picea abies a la regió muntanyenca (Vaccinio -Piceetea), boscos de Larix decidua i / o Pinus cembra a la regió muntanyenca, boscos de Tilio-Acerion en pendents pronunciades, runa i barrancs, arbusts amb Pinus mugo i Rhododendron myrtifolium, prats calcaris alpins i subalpins, coves públiques T amb espècies subàrtiques de Salix, comunitats de vores amb altes gramínies higròfiles des de les planes fins a les muntanyes i alpins, comunitats de penya-segats califals o prats basificats de blanc Alysso-Sedion, prats de muntanya, vessants rocosos amb vegetació casmofítica a les roques calcàries i vegetació llenyosa amb Salix eleagnos al llarg dels rius de muntanya) que protegeixen una diversitat de flora i fauna específiques de la cadena oriental dels carpats.

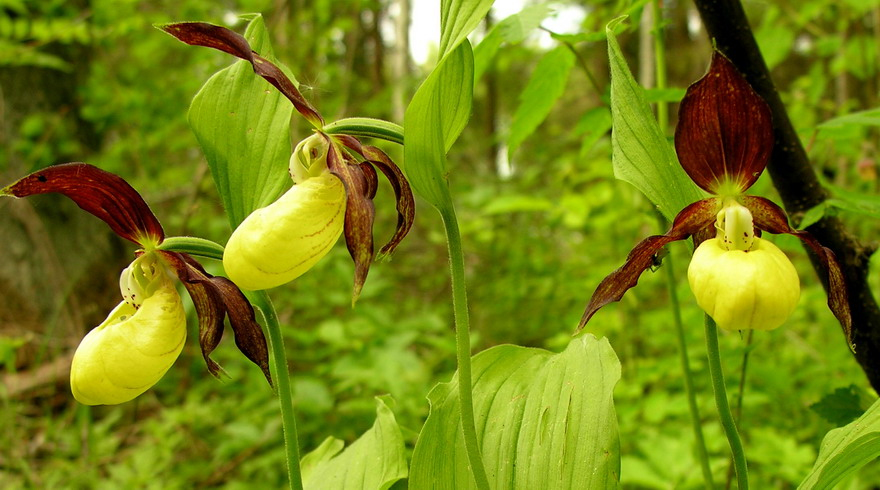
Sabatilla de dama (Cypripedium calceolus)

El parc natural se superposa al lloc Natura 2000 - Ceahlău, basat en la designació de diverses espècies faunístiques i florístiques que figuren a l'annex Ia de la Directiva 92/43 / CE del Consell de 21 de maig de 1992 (sobre la conservació dels hàbitats naturals i de la fauna i flora silvestres). flora salvatge); inclosos sis mamífers: os bru (Ursus arctos, llop (Canis lupus), linx (Lynx lynx), ratpenat de ferradura petit (Rhinolophus hipposideros), ratpenat d'orella gran (Myotis bechsteini) i ratpenat comú) (Myotis myotis), tres amfibis: l'ivori de panxa groga (Bombina variegata), el tritó crestat (Triturus cristatus) i la salamandra dels Carpats (Triturus montandoni), un peix Cottus gobio i el tallagespa de potes vermelles, un invertebrat de l'espècie Odontopodisma rubripes.
Al nivell de les gramínies creixen sis espècies florístiques rares, que figuren al mateix apèndix, de la següent manera: rovell (Asplenium adulterinum), sabatilla de dama (Cypripedium calceolus), campana de muntanya (Campanula serrata), males herbes (Liparis loeselii), herba de carpa (herba T) i iris silvestre (Iris aphylla ssp. hungarica).

## Fauna
La fauna del parc és diversa i està ben representada per diverses espècies de mamífers, aus, rèptils i amfibis.
Mamífers: cérvols (Cervus elaphus), cérvols (Capreolus capreolus), isard (Rupicapra rupicapra), gat salvatge (Felis silvestris), el senglar (Sus scrofa), guineus (Vulpes vulpes crucigera), Marten (Martes martes), la mostela (Mustela nivalis), picot (Meles meles), llebre (Lepus europaeus), fura (Mustela putorius), eriçó comú (Erinaceus europaeus), lloro de cua mata (Dryomys nitedula), julivert de roure (Eliomys quercinus), avellana (Muscardinus avellanarius), ratolí picot (Sicista betulina), ratpenat de paret (Vespertilio murinus), ratpenat tardà (Eptesicus serotinus), ratpenat nan (Pipistrellus pipistrellus), ratpenat orellat (Plecotus auritus).
Ocells: falcó colom (Accipiter gentilis), àguila de muntanya (Aquila chrysaetos), gavina blava (Alcedo atthis), àguila de muntanya (Anthus spinoletta), gall fer (Tetrao urogallus), àliga cridant- Aquila pomarina, corb (Corvus corax), cristall de camp (Crex crex), merla d'aigua (Cinclus cinclus), merla de pedra (Monticola saxatilis), bec de roca (Prunella collaris), picot mallerenga (Pycoides tridactylus), picot (Parus cristatus), picot (Lullula arborea), falcó (Falco peregrinus), picot (Parus montanus), merla (Turdus torquatus) o merla (Cinclus cinclus).
Rèptils i amfibis: coronella (Coronella austriaca), llangardaix de camp (Lacerta agilis), serp d' aigua (Natrix tessellata), serp cega (Anguis fragilis), escurçó (Vipera berus), gripau verd (Bufo viridis), granota de muntanya (Rana temporaria), gripau (Bufo bufo) o tritó de muntanya (Triturus alpestris).

## Flora

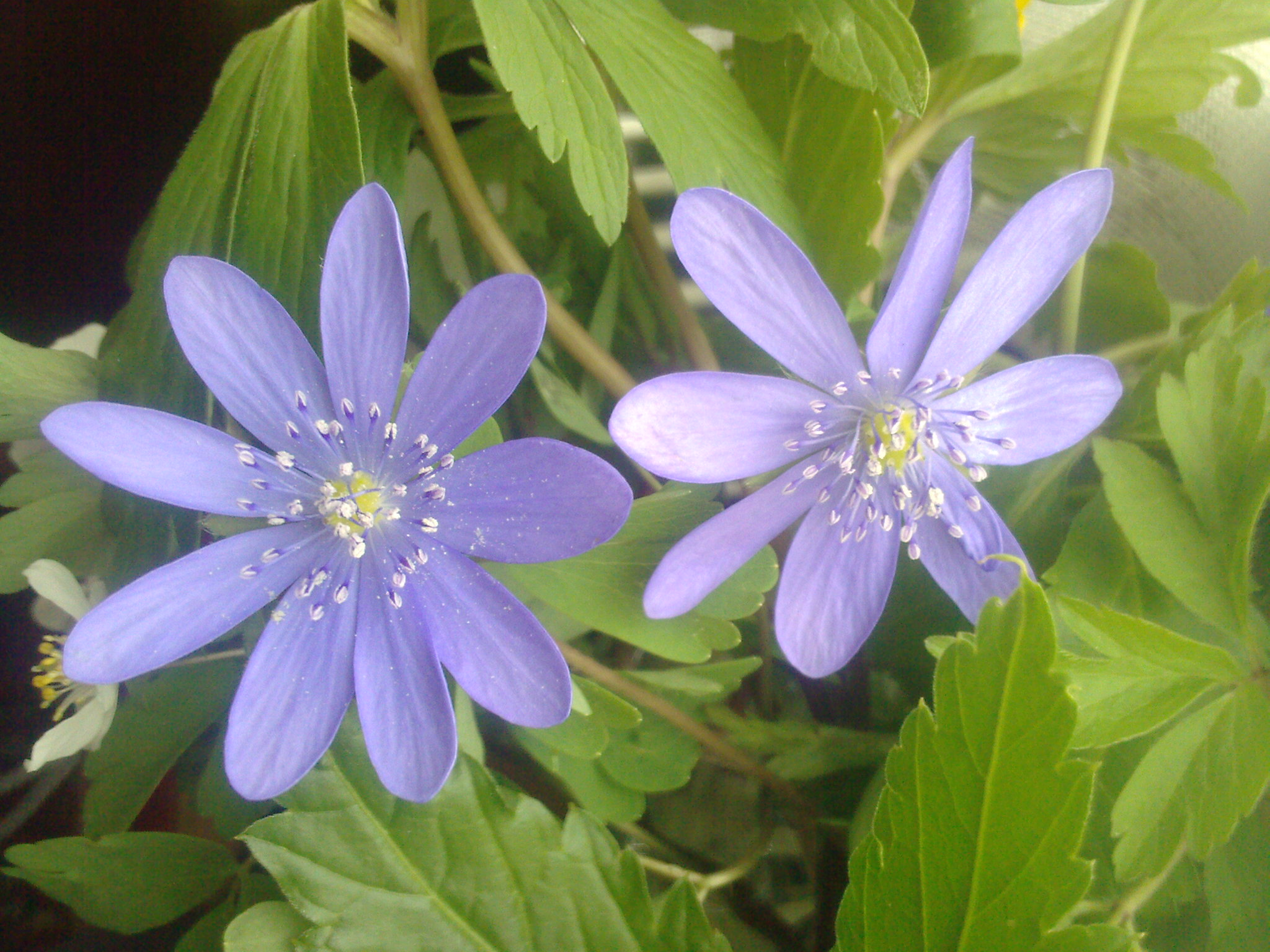
La creu del fort (Hepatica transsilvanica)

La flora del parc està formada per arbres i arbustos amb espècies d'avet (Abies alba), làrix (Larix decidua), lliri (Pinus cembra), teix (Taxus baccata), pi roig (Pinus sylvestris), ginebre (Pinus mugo), ginebre (Juniperus sibirica) o ginebre (Juniperus communis), faig (Fagus sylvatica), roure (Quercus petraea), roure (Quercus robur), carp (Carpinus betulus), fals plàtan (Acer pseudoplatanus), erable (Acer platanoides), til·ler (Tilia cordata), freixe (Fraxinus excelsior), auró blanc (Acer campestre), bedoll (Betula pendula), vímet (Salix bicolor), salze blanc (Salix eleagnos), vern de muntanya (Alnus viridis), vern (Alnus glutinosa), avellaner (Corylus avellana), arç blanc (Crataegus monogyna), nabiu (Vaccinium myrtillus), saüc (Sambucus nigra), (Robus fruticosus), gerds (Robus idaeus), roser silvestre (Rosa canina) o la gerdera silvestre (Vaccinium vitis-idaea).
La vegetació herbosa consta d'espècies d'àrnica (Arnica montana), artemisa de muntanya (Artemisia umbelliformis), Achillea oxyloba ssp. Schurii, ACynanchica carpatica, Campanula patula ssp. abietina, Cerastium transsilvanicum, Draba haynaldii - espècie endèmica per als Carpats de Romania, Dianthus carthusianorum subsp. tenuifolius, Dianthus spiculifolius, Pedicularis baumgartenii, Sempervivum montanum ssp. Carpaticum, Soldanella hungarica, farigola (amb espècies de: Thymus comosus i Thymus bihoriensis), Typha shuttleworthii o Thesium kernerianum.

## Monuments i atraccions turístiques

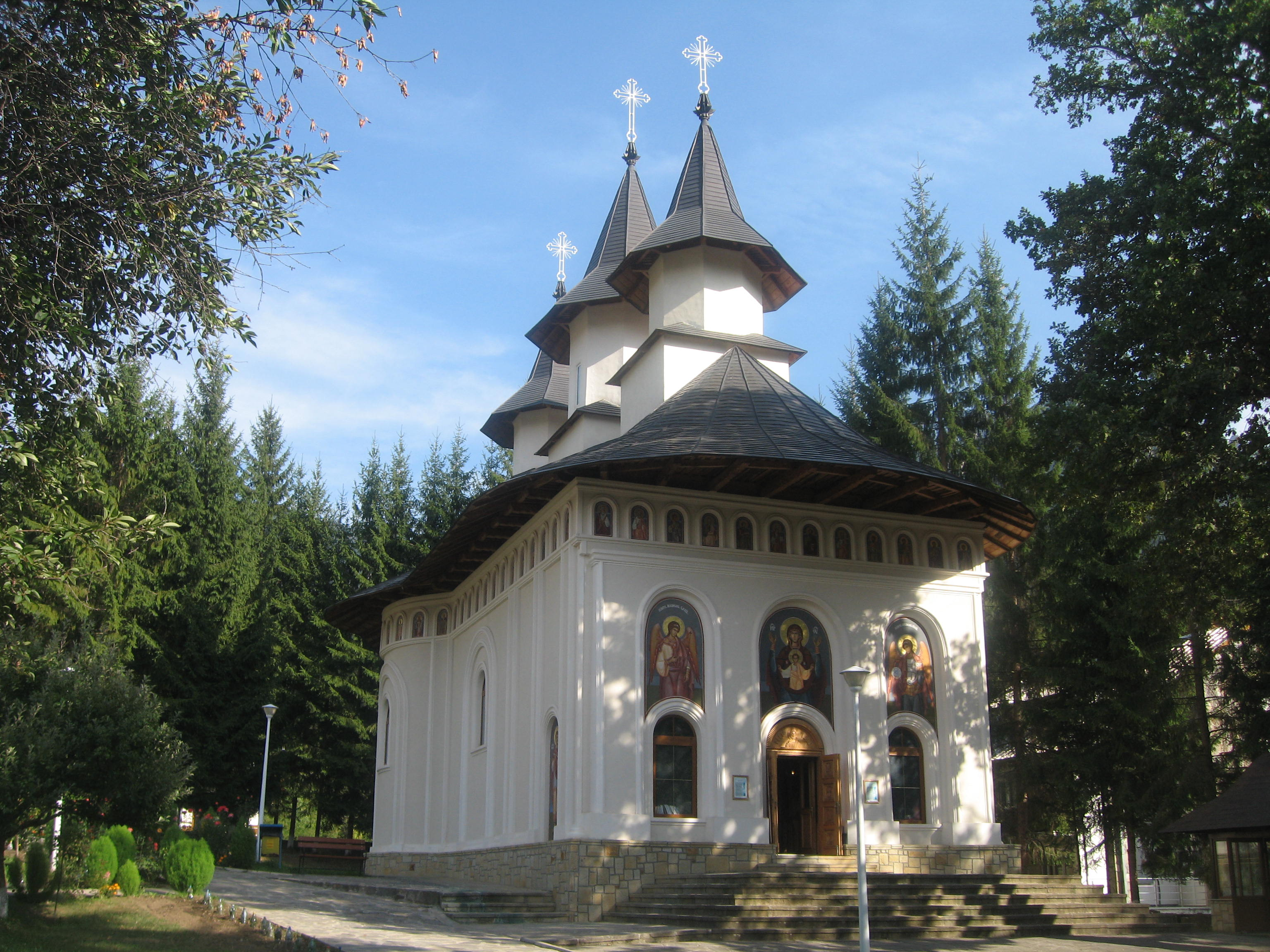
Església del monestir de Durău

Als voltants del parc hi ha nombrosos objectius d'interès històric, cultural i turístic (llocs de culte, museus, espais naturals protegits):
- L'església de fusta "Sf. Voievozi" de Bistricioara, construïda al segle xviii.
- El conjunt del monestir de Durău (església “Buna Vestire”, la casa del metropolità Veniamin Costachi, la casa del monjo Varahil Moraru, l'abadia, el campanar de paret i el campanar de fusta) de la localitat homònima, construcció del segle XIX.
- El conjunt de l'antiga ermita de Hangu (l'església “Descens de l'Esperit Sant”, les ruïnes del palau dels prínceps i el mur del recinte) de Ceahlău, construït al segle XV. XVII-XIX.
- El conjunt de l'ermita "Sf. Ana" (església de fusta i campanar) de Ceahlău, sec. De construcció. XVIII - XIX.
- L'església de fusta "Ascensió de la Santa Creu" de Telec, construïda al segle XVIII.
- L'església de fusta "Sant Dumitru" de Bicazu Ardelean, construïda el 1829.
- Teatre de Poble "Ion Calinderu" (avui museu) de Bicaz, construït entre 1908 i 1912.
- Espais naturals: cova Munticelu, cova Toșorog, llac Izvorul Muntelui, cascada Duruitoarea i Polița cu Crini (reserva natural científica).

## Carreteres d'accés
- A l'est i al nord DN15 al tram Bicaz - Poiana Largului - Tulgeș, al sud DN12C al tram Bicazu Ardelean - Bicaz.
- Des del DN15, la carretera secundària DJ155F – també coneguda com a “axial” - se separa entre Bicaz i la presa. Aquesta carretera d'accés a la zona alta del massís muntanyós, connecta Izvoru Muntelui - Durău - Ceahlău - Bistricioara. A la carretera, a causa de la seva degradació entre Cabana Izvorul Muntelui i Durău Resort, hi ha algunes restriccions.
- Entre Bicaz Baraj (DN15) i el poble de Ceahlău (DJ155F), a través d'Izvoru Alb i Secu, hi ha un camí de terra marginal al costat dret de l'estany Izvorul Muntelui.[17]
- Des del DN12C es desprèn la carretera secundària DJ127A fins a Telec. Puja al pas de Balaj a la vall de Jidanului (Capra) des de Bicazu Ardelean a través del poble de Telec i baixa inicialment per la riera de Balajului i després per la vall de Putna Mari al poble de Tulgheș. Al tram Bicazu Ardelean - Telec, la carretera es modernitza,[18] si no és possible només amb vehicles tot terreny.[19][20]